# Sylvie Hoarau
Pour les articles homonymes, voir Hoarau.
Sylvie Hoarau est une chanteuse et autrice-compositrice française née le 28 juin 1970 à Rouen.

## Biographie
Née à Rouen le 28 juin 1970 d'une mère rouennaise et d'un père réunionnais qui lui fait découvrir la cuisine créole et les Beatles, Sylvie Hoarau habite jusqu'à l'âge de vingt ans à Saint-Pierre-lès-Elbeuf. 
Son père est musicien amateur et son oncle a un petit groupe local : Sylvie Hoarau déclare « il y avait toujours de la musique dans la maison et j'ai toujours chanté ». Adolescente, elle est choriste dans des groupes de rock ou punk.
Ses parents divorcent, son père rentre à la Réunion et sa mère (agente de service hospitalier) garde seule la charge d’élever ses trois enfants, dont Sylvie est l'aînée.
Elle quitte la ville pour Caen et y fonde en 1991 un trio du nom de Topaze avec le batteur Greg Maume et le guitariste Stéphane Dorey, son compagnon, camarade de promotion à Caen. Installé à Paris en 1996, le groupe s'agrandit avec le bassiste Jérôme Maklès et se renomme Vendetta, actif pendant une dizaine d'années. Le groupe accède en finale des MCM Sessions, et est lauréat du Grand Zebrock en 2000.  
Sylvie Hoarau se sépare de Stéphane Dorey, puis quitte le groupe Vendetta.  
En 2008, Sylvie Hoarau fonde avec Aurélie Saada le duo Brigitte (accompagné du batteur de Vendetta, Greg Maume), qui sort cinq albums et remporte le prix « Groupe ou artiste révélation scène » aux Victoires de la musique 2012. 
Sylvie Hoarau écrit pour plusieurs artistes. Elle collabore avec le groupe Rivière Noire sur le titre Londres Paris.
En janvier 2015, elle est nommée avec Aurélie Saada chevalier de l’ordre des Arts et des Lettres.
Elle est marraine du festival Solid'Art qui se déroule dans sa ville d'enfance de Saint-Pierre-lès-Elbeuf et dont but est de récolter des fonds en faveur de la création artistique,.
En février 2021, le groupe Brigitte annonce sa séparation.

## Vie personnelle
Sylvie Hoarau a deux enfants, Flore et Nils.

## Discographie

### Période Brigitte
Sylvie Hoarau est présidente du label Boulou Records (enregistrement sonore et édition musicale), le label utilisé par le groupe Brigitte. Aurélie Saada en est le « directeur général ».

## Distinctions
- Chevalière de l'ordre des Arts et des Lettres (2015)